# Neuronium
Neuronium es una banda española de música electrónica creada en 1976 por Michel Huygen, artista belga afincado en España, Carlos Guirao y Albert Giménez. Según la biografía oficial el álbum de debut de la banda, Quasar 2C361 es considerado el primer álbum de estudio de "música cósmica" grabado en España.

## Biografía
La banda tuvo sus orígenes con una formación integrada por percusionista, guitarrista, bajista y dos teclistas. Tras diversas entradas y salidas de miembros quedará estable como un trío: Michel Huygen y Carlos Guirao como teclistas-sintetistas, junto al guitarrista Albert Giménez. Con esta formación editarán Quasar 2C361 (1977) y Vuelo Químico (1978) ambos en el sello EMI-Harvest tras lo que ofrecerán sus primeros recitales.
Tras este segundo álbum se producirán dos cambios importantes: Albert Giménez abandonará la formación y el dúo pasará a publicar a través de su propio sello, Neuronium Records, creado por Huygen y en el que se publicarán los siguientes trabajos del grupo: Digital Dream (1980), The Visitor (1981) y Chromium Echoes (1982), en los cuales Carlos Guirao tocará la guitarra, si bien la banda contará, a partir de The Visitor, con la colaboración del guitarrista Santi Picó. Paralelamente verán la luz sendos trabajos en solitario a cargo de cada uno de los miembros de la banda: Absence of Reality de Huygen y Revelation de Guirao.
En 1981 tendrá lugar la colaboración del grupo con el músico griego Vangelis de lo que resultará un reportaje televisivo y un álbum que será publicado años más tarde.
El lanzamiento de Chromium Echoes supone también la marcha de Carlos Guirao. A partir de este momento Neuronium será el proyecto exclusivo de Michel Huygen que compaginará el lanzamiento de álbumes bajo la denominación de la banda y bajo su propio nombre. Así desarrollará bajo el nombre del grupo el "sonido Neuronium" quedando su propia firma personal para aquellos trabajos que se alejen del mismo. Huygen aglutina ambas vías de expresión en una sola secuencia cronológica, dando como resultado más de treinta álbumes editados. La música desarrollada por Neuronium es denominada por el propio Huygen como "Música Psicotrónica", música destinada a lograr un especial estado de armonía entre el cuerpo y el alma, abarcando géneros como la música new age, ambient y la música cósmica.
En una entrevista a Michel Huygen realizada por el fanzine SYN, este comentaba: "Lo que yo quiero ofrecer al oyente se puede resumir en una frase: quiero regalarle imaginación y bienestar. Utilizo muchas Ondas alpha en mi música, estas ondas se utilizan en medicina para la relajación" (lo cual, probablemente, respondía más a una intención promocional de Huygen, pues las ondas alpha no se encuentran dentro del espectro de sonido audible).

## Discografía

### Neuronium & Michel Huygen
- (1977): Quasar 2C361 (Neuronium)
- (1978): Vuelo Químico (Neuronium)
- (1980): Digital Dream (Neuronium) remasterizado como The New Digital Dream, con nueva portada
- (1981): The Visitor (Neuronium) remasterizado como The New Visitor, con nueva portada
- (1982): Chromium Echoes (Neuronium)
- (1982): Absence of Reality (Huygen)
- (1983): Invisible Views (Neuronium)
- (1984): Heritage (Neuronium)
- (1984): Capturing Holograms (Huygen)
- (1986): Barcelona 1992 (Huygen)
- (1987): Supranatural (Neuronium)
- (1988): From Madrid to Heaven (En vivo, Neuronium)
- (1989): Elixir (Huygen)
- (1990): Olim (Neuronium)
- (1990): Numérica (Neuronium)
- (1990): Intimo (Huygen)
- (1991): Extrisimo (Neuronium, incluyendo temas de Huygen en solitario)
- (1991): Sybaris (Neuronium)
- (1992): En busca del Misterio (Huygen)
- (1993): Oniria (Neuronium)
- (1994): Infinito (Huygen)
- (1995): Música para la Buena Mesa (Huygen) (colección de temas de otros álbumes de Neuronium & Michel Huygen)
- (1995): Sónar (En vivo, Neuronium)
- (1995): Astralia (Huygen)
- (1997): Psykya (Neuronium)
- (1999): Ultracosmos (Huygen)
- (1999): Alienikon (Neuronium)
- (2000): Directo al Corazón (Huygen)
- (2001): Hydro (Neuronium)
- (2002): Placebo (Huygen)
- (2002): Azizi (Neuronium)
- (2003): "LSD" (CYBERNIUM).proyecto musical de Michel Huygen con Pascal Lánguirand
- (2004): "Hipnótica Volver.1" (Neuronium).CD ROM. Música más 2 películas relajantes, con pinturas de Tomás Gilsanz.
- (2005): Mystykatea (Neuronium)
- (2006): Synapsia (Neuronium)
- (2007): "Magic Samui"  (Michel Huygen)
- (2006): Angkor - Extreme Meditation. Vol.1 (Huygen)
- (2007): Irawadi - Extreme Meditation. Vol.2 (Huygen)
- (2008): Nihilophobia (Neuronium)
- (2009): "Sensorial"  (Michel Huygen)
- (2010): Etykagnostyka (Neuronium)
- (2010): Hydro 2. The Deep End (Neuronium)
- (2010): Krung Thep - Extreme Meditation Vol.3 (Huygen)
- (2012): Exosomnia (Neuronium)
- (2012): "Ambient" (Neuronium-michel Huygen).Recopilatorio.The Best Music Of The XXI CENTURY.
- (2013): "Nocny Lot" (Neuronium).Concierto desde Polonia,recogido en doble compacto.
- (2015): "Jamais  Vu" (Neuronium)
- (2017): "Lysergic Dream" (Neuronium)

### Álbumes no contabilizados
- (1985): Disc Drive (sampler). Varios Artistas, sello Jive Electro, Michel Huygen en dos temas: "Montreal First Stop" y "Torquemada" como Neuronium. Comparten Vinilo: Tangerine Dream; Mark Shreeve. No editado en CD.
- (1987): Alma (remasterizado) con tema adicional y portada en negro.
- (1993): Nueva Música Española Vol. 1. Edición en CD de un recopilatorio de músicos españoles que realizan músicas alternativas electrónicas. Michel Huygen interpreta el tema "Too Many Friends Left". Cabe decir que "Nueva Música" era una publicación Sevillana, dedicada a divulgar este tipo de música. Este CD estaba reservado a los suscriptores de esa publicación en exclusiva.
- (1993): In London. Platinum Edition. Con los mismos tres temas que la edición normal de EP CD y con Vangelis.
- (1993): In London (grabado en 1981 con Vangelis, temas extraídos de su álbum "A Separate Affair").
- (1994): Recopilatorio del sello "Chacra": -A Contemporary Instrumental Collection-. Se incluye, entre otros artistas, el tema de Vangelis & Neuronium "In London".
- (1994): KLEM. Electronische Muziek 1994. Recopilatorio alemán con varios artistas. Tema exclusivo "Madrid Oculto". Entre otros: Peter Mergener; Klaus Schulze; John Dyson; Patrick Kosmos...etc.
- (1995)?: SOUNDSCAPE GALLERY 2. Recopilatorio de músicos electrónicos para el sello americano "Lektronic Soundscapes". El tema de Michel Huygen es "Megaluz" (11:47).
- (1996): A Separate Affair (con Vangelis). Edición esperadísima de las improvisaciones llevadas a cabo por Neuronium (Michel y Carlos Guirao) junto a Vangelis, en los estudios de este en Londres, para grabar un capítulo de la serie "Amigos" de Ángel Casas para la TV española.
- (1998): Oniria Neuromance (CDR) (recopilatorio). Serie oro. Temas sumamente románticos.
- (1998): Oniria Neurotrance (CDR) (recopilatorio). Serie oro. Temas más dinámicos.
- (1998): Hidrogen. Serie de la TV catalana denominada "Espais Naturals De Catalunya", cuya banda sonora está complementada con la música ofrecida por este espacio radiofónico de homónimo nombre. Michel interviene con el tema dedicado a "Val D'Aran". Más tarde se publicó el segundo volumen, pero con ausencia del propio Michel.
- (2000): Caldea Music (si bien no se menciona en la página web, es sin duda un trabajo de Huygen). Un trabajo musical que formó parte en la inauguración de un balneario. Posteriormente se publicaría el segundo volumen, pero esta vez, el contenido musical es del sintetista Tim Blake.
- (2003): Soplo Vital (Huygen) para ANOREXBU, una asociación para el tratamiento de desórdenes alimenticios, en especial la anorexia. Parte de lo recaudado sería para esta asociación.
- (2005): Chilled drive (recopilatorio).
- (2005): Urantia. Recopilatorio de Neuronium Records, con artistas de este sello. 2 temas de Neuronium y 1 de Michel Huygen.
- (2005): Sensorial (Huygen). Doble CD, uno de los cuales forma el trabajo "Mentalia".

### Otros
- (1990): Dalí: the endless enigma; del sello Coriolis. Música para un documental sobre la vida de Salvador Dalí, llevada a cabo por la TV canadiense. Cada músico compondría su tema para una determinada obra del pintor. El tema denominado "The Great masturbator" fue la elección de Michel Huygen. Comparten plantel: Michael Stearns, Walter Holland, Djam Karet, Loren Nerell, Klaus Schulze, Bo Tomlyn, Steve Roach y Robert Rich.

### Remasterizaciones
Los LP Digital Dream y The Visitor fueron remezclados y editados en CD, con nueva portada, bajo los títulos The New Digital Dream y The New Visitor.
También existen ambas ediciones en soporte digital, difíciles de encontrar, editadas bajo el sello Martana Music S.A, del año 1988, con las carátulas originales.
A su vez, los dos primeros álbumes del grupo fueron publicados, por primera vez en CD, en 1998, como recopilatorio de las grabaciones efectuadas por Neuronium para el sello EMI-Harvest.
El doble álbum, en principio se iba a denominar Esencia, aunque en última instancia quedó con los nombres de ambos álbumes, bajo el epígrafe de Todas sus grabaciones en Discos EMI / Harvest (1977-1978), publicado por el sello Rama Lama Music.

## Curiosidades
El músico y productor Klaus Schulze, impresionado por el tema "Les Tours du silence", incluido en el LP Digital Dream, se ofreció para efectuar, gratuitamente, una remezcla del álbum, no obstante, el grupo elegiría finalmente su propia mezcla.
Entre los últimos proyectos de Michel Huygen ha figurado una serie de cuadros efectuados mediante técnicas informáticas, los que se han expuesto en diferentes lugares, con mucho éxito por cierto.
Algunos de esos cuadros forman parte de las portadas de sus últimos álbumes.